# Добрятинська сільська рада
Добря́тинська сільська́ ра́да — колишній орган місцевого самоврядування у Млинівському районі Рівненської області. Адміністративний центр — село Добрятин.

## Загальні відомості
- Добрятинська сільська рада утворена в 1545 році.
- Територія ради: 35,8 км²
- Населення ради: 985 осіб (станом на 2001 рік)
- Територією ради протікає річка Іква.

## Історія
с.Добрятин.

## Населені пункти
Сільській раді були підпорядковані населені пункти:
- с. Добрятин
- с. Новина-Добрятинська
- с. Остріїв
- с. Травневе

## Склад ради
Рада складалася з 14 депутатів та голови.
- Голова ради: Лозовий Степан Олексійович
- Секретар ради: Тефтерук Неоніла Павлівна

### Керівний склад попередніх скликань
| Прізвище, ім'я, по батькові | Основні відомості                                                         | Дата обрання | Дата звільнення |
| --------------------------- | ------------------------------------------------------------------------- | ------------ | --------------- |
| Лозовий Степан Олексійович  | Сільський голова, 1961 року народження, освіта вища, член Народної партії | 26.03.2006   | 31.10.2010      |
| Лозовий Степан Олексійович  | Сільський голова, 1961 року народження, освіта вища, член Народної партії | 31.10.2010   |                 |

Примітка: таблиця складена за даними сайту Верховної Ради України